# 章組
在漢語音韻學中，章組，又稱照三，是指正齒音（照組）中的三等聲母：
- 章母
- 昌母
- 常母
- 書母
- 船母

## 相关古纽论断
上古汉语与章组相关的论断包括：
- 照三歸知